# Ogíjares (kommunhuvudort)
Ogíjares är en kommunhuvudort i Spanien. Den ligger i provinsen Provincia de Granada och regionen Andalusien, i den södra delen av landet, 400 km söder om huvudstaden Madrid. Ogíjares ligger 723 meter över havet och antalet invånare är 13 119.
Terrängen runt Ogíjares är varierad.Runt Ogíjares är det ganska tätbefolkat, med 65 invånare per kvadratkilometer. Närmaste större samhälle är Granada, 7,7 km norr om Ogíjares. Trakten runt Ogíjares består till största delen av jordbruksmark.